# Livarot-Pays-d'Auge
Livarot-Pays-d'Auge est une commune française située dans le département du Calvados en région Normandie, peuplée de 6 183 habitants. Elle est créée le 1er janvier 2016 par la fusion de vingt-deux communes, sous le régime juridique des communes nouvelles. Les communes d'Auquainville, Les Autels-Saint-Bazile, Bellou, Cerqueux, Cheffreville-Tonnencourt, La Croupte, Familly, Fervaques, Heurtevent, Livarot, Le Mesnil-Bacley, Le Mesnil-Durand, Le Mesnil-Germain, Meulles, Les Moutiers-Hubert, Notre-Dame-de-Courson, Préaux-Saint-Sébastien, Sainte-Marguerite-des-Loges, Saint-Martin-du-Mesnil-Oury, Saint-Michel-de-Livet, Saint-Ouen-le-Houx et Tortisambert deviennent des communes déléguées.

## Géographie
- 2Carte OpenStreetMap
- 3Carte topographique
- 4Carte avec les communes environnantes

### Hydrographie
La commune est située dans le bassin Seine-Normandie. Elle est drainée par la Touques, la Vie, la Monne, le ruisseau des Terres Noires, l'Aubette, le ruisseau du Moulin, le ruisseau d'Oeurre, le ruisseau de Castillon, un bras de la Touques, le fossé 02 du Bourg, le Val Raquet, le cours d'eau 01 des Houlettes, le fossé 02 du Chalet, le fossé 01 du Parc Hébert, le cours d'eau 01 de la Feultière, le Douet Cordeux, le ruisseau Crevier, le fossé 03 de la commune de Notre-Dame-de-Courson, le ruisseau de la Croupte, le Douet, le cours d'eau 01 de la Magnerie, le ruisseau de la Fontaine Margot, le ruisseau du Val Miesse, le cours d'eau 02 de la commune de Fervaques, le cours d'eau 01 du Manoir Saint-Aubin, le ruisseau de la Marette, le fossé 01 du Bois du Coudray, le ruisseau des Mollants, le ruisseau de la Hardonnière, un bras de la Touques, le fossé 01 des Ecaches, la Touques, le fossé 01 du Bois des Grandes Ventes, un bras de la Touques, le cours d'eau 05 de la commune de Prêtreville, le fossé 02 de la commune de Meulles, le fossé 01 du Racé, le fossé 01 de la Source, le ruisseau de la Fontaine Vas, le ruisseau de la Fontaine du Noyer, le ruisseau de Clermont, la Petite Vallée, le fossé 01 des Viguelières, le fossé 01 des Malberies, le ruisseau de Launay Benard, le fossé 02 du Parc Dupont, la Chaplinière, le ruisseau des Parcs Belle Eau, la Vie, le ruisseau de la Hanoudière, le ruisseau du Val Ingou, le Douet Fleury, le Hoguin, le fossé 02 du Manoir de la Pipardière, le fossé 01 de la Cour Ménard, le ruisseau du Quesnay, le fossé 01 de la Cour Viquesnel, un bras de la Vie, les Fondations, le fossé 01 du Parc du Rouet, le Ravin, le ruisseau de Cour Fauvel, le Douet du Moulin du Mesnil-Durand, le fossé 01 de l'Étardière, le ruisseau de la Fontaine Menage, le Douet de Hamars, le ruisseau du Mesnil Durand, le fossé 01 de la Cour Fougy, le fossé 02 de la Rogerie, le ruisseau du Peulvey, le ruisseau de la Fontaine du Vent, le fossé 01 du Verger, le ruisseau du Mesnil-Durand, le Herpin et divers autres petits cours d'eau,.
La Touques, d'une longueur de 108 km, prend sa source dans la commune de Champ-Haut et se jette  dans la baie de Seine en limite de Trouville-sur-Mer et de Deauville, après avoir traversé 42 communes. 
La Vie, d'une longueur de 67 km, prend sa source dans la commune de Ménil-Hubert-en-Exmes et se jette  dans la Dives à Méry-Bissières-en-Auge, après avoir traversé 16 communes. 
La Monne, d'une longueur de 15 km, prend sa source dans la commune du Renouard et se jette  dans la Vie à Val-de-Vie, après avoir traversé cinq communes. 

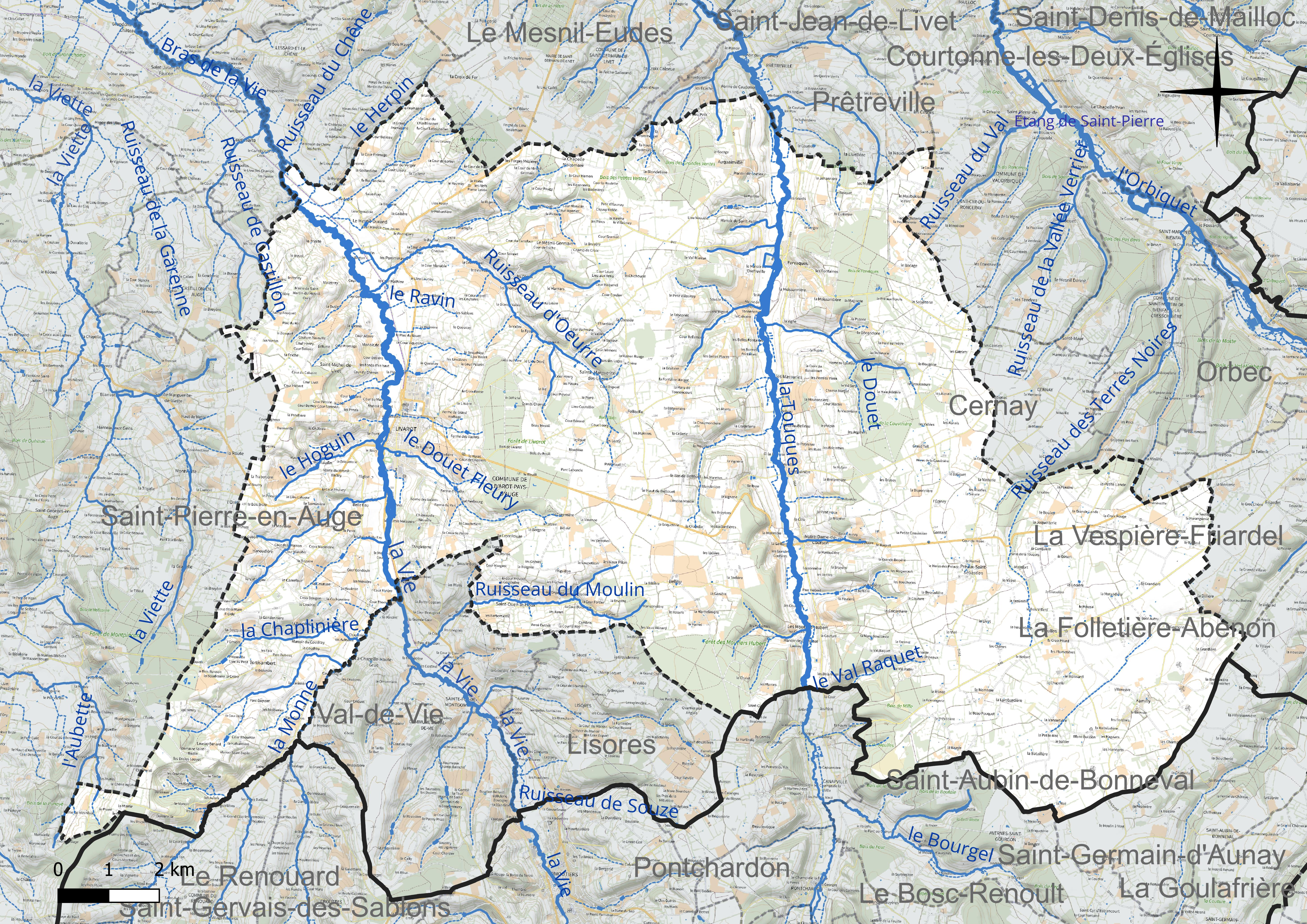
Réseau hydrographique de Livarot-Pays-d'Auge.

### Climat
Pour des articles plus généraux, voir Climat de la Normandie et Climat du Calvados.
En 2010, le climat de la commune est de type climat océanique altéré, selon une étude du Centre national de la recherche scientifique s'appuyant sur une série de données couvrant la période 1971-2000. En 2020, Météo-France publie une typologie des climats de la France métropolitaine dans laquelle la commune est exposée à un climat océanique et est dans la région climatique Normandie (Cotentin, Orne), caractérisée par une pluviométrie relativement élevée (850 mm/a) et un été frais (15,5 °C) et venté.
Pour la période 1971-2000, la température annuelle moyenne est de 10,6 °C, avec une amplitude thermique annuelle de 13,1 °C. Le cumul annuel moyen de précipitations est de 774 mm, avec 12,3 jours de précipitations en janvier et 8 jours en juillet. Pour la période 1991-2020, la température moyenne annuelle observée sur la station météorologique de Météo-France la plus proche, « L'Oudon Lieury_sapc », sur la commune de Saint-Pierre-en-Auge à 14 km à vol d'oiseau, est de 11,3 °C et le cumul annuel moyen de précipitations est de 677,1 mm,. Pour l'avenir, les paramètres climatiques de la commune estimés pour 2050 selon différents scénarios d'émission de gaz à effet de serre sont consultables sur un site dédié publié par Météo-France en novembre 2022.

## Urbanisme

### Typologie
Au 1er janvier 2024, Livarot-Pays-d'Auge est catégorisée commune rurale à habitat très dispersé, selon la nouvelle grille communale de densité à 7 niveaux définie par l'Insee en 2022.
Elle appartient à l'unité urbaine de Livarot-Pays-d'Auge, une unité urbaine monocommunale constituant une ville isolée,. Par ailleurs la commune fait partie de l'aire d'attraction de Lisieux, dont elle est une commune de la couronne,. Cette aire, qui regroupe 57 communes, est catégorisée dans les aires de 50 000 à moins de 200 000 habitants,.

## Toponymie

### Livarot
La ville de Livarot est attestée tardivement sous les formes Livarou en 1137 ; Livarrot en 1155, ; Livar(r)ou en 1156 ou 1157 ; Livarrou en 1180 ; Livarroth vers 1190 ; Livarrout en 1198, Lyvarrout en 1320 ; Livarroul, Livaroh, Lyvarot et Lyverrotum au XIVe siècle; Liverrot en 1620.
L'explication étymologique de ce nom de lieu ne fait pas l'unanimité chez les toponymistes :
- Albert Dauzat et Charles Rostaing, se basant sur une fausse attestation Livaron de 1137 (forme et date erronées), le qualifient d'« obscur », tout en évoquant un sous-dérivé d'ivos, mot supposé gaulois désignant l'if, et le déclarant peu probable[99]. Ils reprennent peut-être en cela des hypothèses antérieures. En réalité, le terme *ivos ou *īvos n'est pas attesté et devrait comporter un astérisque.
- Ernest Nègre, raisonnant à partir de cette même forme erronée, considère qu'il pourrait s'agir du nom de personne germanique Liubwar, suivi du suffixe -o / -onem[100] et que la finale se serait modifiée par attraction des noms en -ot. Or, François de Beaurepaire note qu'un nom de personne germanique n'est jamais employé avec ce suffixe[101].
- Dominique Fournier réfute Livaron (cacographie attribuable à Albert Dauzat, et mal datée) et se base sur la forme réelle Livar(r)ou issue de la Chronique de Robert de Torigni pour avancer l'hypothèse du nom de personne gallo-romain Libarius suivi du suffixe d'origine gauloise -avo qui explique la plupart des terminaisons en -ou de Normandie[102].

### Pays d'Auge
Lors de la fondation de la commune nouvelle, le 1er janvier 2016, on a tout simplement rajouté le mot Pays d'Auge, région naturelle où se trouve la commune.
Le nom du pays d'Auge est mentionné dès le IXe siècle sous la graphie Algia, forme latinisée correspondant peut-être à un dérivé d'une hypothétique racine pré-latine °alg-, en relation possible avec la notion d'humidité. Au XIe siècle, on rencontre la forme romane Alge qui deviendra ensuite Auge. Ce radical pré-latin semble être également présent dans le nom de l'ancien territoire d'Augerons dans l'Eure (Algerum 1050), divisé vers le XIIe siècle en deux paroisses : Saint-Aquilin-d'Augerons et Saint-Denis-d'Augerons. Le radical °alg- pourrait représenter un élargissement d'une racine pré-indo-européenne °al- que l'on pense retrouver dans le nom de l'Algot (Alegot 1108), affluent rive droite de la Vie à Saint-Loup-de-Fribois.

## Histoire
La commune est créée le 1er janvier 2016 par un arrêté préfectoral du 24 décembre 2015, par la fusion de vingt-deux communes, sous le régime juridique des communes nouvelles instauré par la loi no 2010-1563 du 16 décembre 2010 de réforme des collectivités territoriales. Les communes d'Auquainville, Les Autels-Saint-Bazile, Bellou, Cerqueux, Cheffreville-Tonnencourt, La Croupte, Familly, Fervaques, Heurtevent, Livarot, Le Mesnil-Bacley, Le Mesnil-Durand, Le Mesnil-Germain, Meulles, Les Moutiers-Hubert, Notre-Dame-de-Courson, Préaux-Saint-Sébastien, Sainte-Marguerite-des-Loges, Saint-Martin-du-Mesnil-Oury, Saint-Michel-de-Livet, Saint-Ouen-le-Houx et Tortisambert deviennent des communes déléguées et Livarot est le chef-lieu de la commune nouvelle.

## Politique et administration
| Période                                  | Période         | Identité              | Étiquette | Qualité |
| ---------------------------------------- | --------------- | --------------------- | --------- | --- |
| 8 janvier 2016                           | 12 juillet 2017 | Sébastien Leclerc     | LR        | Gérant de sociétés Député du Calvados (3e circ.) (2017 → 2020) Conseiller général puis départemental de Livarot (2004 → 2021) Démissionnaire après son élection comme député |
| 12 juillet 2017                          | mai 2020        | Philippe Guillemot    | LR        | Cadre retraité ERDF-GRDF Ancien vice-président de la CC du Pays de Livarot (2008 → 2016)                                                                                     |
| mai 2020                                 | En cours        | Frédéric Legouverneur | SE        | Cadre supérieur à la retraite Vice-président de la CA Lisieux Normandie (2017 → ) Ancien maire de Saint-Michel-de-Livet (2014 → 2020)                                        |
| Les données manquantes sont à compléter. |                 |                       |           | |

| Nom                         | Code Insee | Intercommunalité         | Superficie (km2) | Population (dernière pop. légale) | Densité (hab./km2) |
| --------------------------- | ---------- | ------------------------ | ---------------- | --------------------------------- | ------------------ |
| Livarot (siège)             | 14371      | CC du Pays de Livarot    | 12,09            | 2 010 (2021)                      | 166                |
| Auquainville                | 14028      | CC du Pays de Livarot    | 9,56             | 289 (2021)                        | 30                 |
| Les Autels-Saint-Bazile     | 14029      | CC du Pays de Livarot    | 5,53             | 48 (2021)                         | 8,7                |
| Bellou                      | 14058      | CC du Pays de Livarot    | 7,39             | 133 (2021)                        | 18                 |
| Cerqueux                    | 14148      | CC du Pays de l'Orbiquet | 5,66             | 82 (2021)                         | 14                 |
| Cheffreville-Tonnencourt    | 14155      | CC du Pays de Livarot    | 7,72             | 289 (2021)                        | 37                 |
| La Croupte                  | 14210      | CC du Pays de Livarot    | 3,45             | 114 (2021)                        | 33                 |
| Familly                     | 14259      | CC du Pays de l'Orbiquet | 10,71            | 114 (2021)                        | 11                 |
| Fervaques                   | 14265      | CC du Pays de Livarot    | 10,67            | 707 (2021)                        | 66                 |
| Heurtevent                  | 14330      | CC du Pays de Livarot    | 5,86             | 185 (2021)                        | 32                 |
| Le Mesnil-Bacley            | 14414      | CC du Pays de Livarot    | 4,47             | 192 (2021)                        | 43                 |
| Le Mesnil-Durand            | 14418      | CC du Pays de Livarot    | 9,86             | 295 (2021)                        | 30                 |
| Le Mesnil-Germain           | 14420      | CC du Pays de Livarot    | 8,67             | 258 (2021)                        | 30                 |
| Meulles                     | 14429      | CC du Pays de l'Orbiquet | 16,29            | 350 (2021)                        | 21                 |
| Les Moutiers-Hubert         | 14459      | CC du Pays de Livarot    | 8,13             | 39 (2021)                         | 4,8                |
| Notre-Dame-de-Courson       | 14471      | CC du Pays de Livarot    | 19,40            | 362 (2021)                        | 19                 |
| Préaux-Saint-Sébastien      | 14518      | CC du Pays de l'Orbiquet | 3,72             | 37 (2021)                         | 9,9                |
| Sainte-Marguerite-des-Loges | 14615      | CC du Pays de Livarot    | 10,85            | 177 (2021)                        | 16                 |
| Saint-Martin-du-Mesnil-Oury | 14633      | CC du Pays de Livarot    | 4,78             | 107 (2021)                        | 22                 |
| Saint-Michel-de-Livet       | 14634      | CC du Pays de Livarot    | 4,74             | 160 (2021)                        | 34                 |
| Saint-Ouen-le-Houx          | 14638      | CC du Pays de Livarot    | 5,21             | 85 (2021)                         | 16                 |
| Tortisambert                | 14696      | CC du Pays de Livarot    | 6,07             | 125 (2021)                        | 21                 |

## Démographie
L'évolution du nombre d'habitants est connue à travers les recensements de la population effectués dans la commune depuis sa création.
En 2022, la commune comptait 6 183 habitants, en évolution de −3,27 % par rapport à 2016 (Calvados : +1,58 %, France hors Mayotte : +2,11 %).
| 2018  | 2022  |
| ----- | ----- |
| 6 254 | 6 183 |

## Économie
- Livarot

## Lieux et monuments
- Église Notre-Dame de la Halboudière
- Église Saint-Bazile des Autels-Saint-Bazile
- Église Saint-Jean-Baptiste de Familly
- Église Saint-Ouen de Saint-Ouen-le-Houx
- Église Saint-Pierre de Cerqueux
- Église Saint-Pierre du Mesnil-Bacley
- Chapelle du domaine Saint-Bazile
- Église Saint-Pierre de Meulles
- Chapelle Notre-Dame du prieuré du Val-Boutry
- Chapelle Notre-Dame-de-la-Salette du Petit Houx

### Auquainville
- Église Saint-Aubin
- Église Notre-Dame
- Manoir de Caudemone
- Manoir de Lortier

### Bellou
- Manoir de Bellou

### Cheffreville-Tonnencourt
- Château de Fervaques
- Croix du cimetière de Cheffreville
- Manoir de Tonnencourt
- Église de l'Assomption-de-Notre-Dame de Cheffreville

### La Croupte
- Église Saint-Martin.

### Fervaques
- Château de Fervaques
- Église Saint-Germain
- Manoir du Verger

### Heurtevent
- Manoir d'Heurtevent
- Église Saint-Jacques-le-Majeur de Heurtevent

### Livarot
- Usine Leroy
- Église Saint-Ouen de Livarot
- Manoir de l'Isle

### Le Mesnil-Durand
- Église Saint-André
- Manoir du Verger

### Le Mesnil-Germain
- Manoir du Mesnil-Germain
- Église Saint-Jean-Baptiste du Mesnil-Germain

### Les Moutiers-Hubert
- Manoir de Chiffretot
- Église Saint-Martin des Moutiers-Hubert

### Notre-Dame-de-Courson
- Manoir de Belleau-Belleau
- Manoir de la Cauvinière
- Manoir de la Chapelle
- Manoir de Courson
- Église de la Nativité-de-Notre-Dame de Notre-Dame-de-Courson

### Préaux-Saint-Sébastien
- Château de Préaux-Saint-Sébastien
- Église Saint-Sébastien

### Sainte-Marguerite-des-Loges
- Église Sainte-Marguerite

### Saint-Martin-du-Mesnil-Oury
- Église Saint-Martin.

### Saint-Michel-de-Livet
- Église Saint-Michel
- Manoir de Carel

### Tortisambert
- Manoir de la Varinière
- Église de la Sainte-Trinité de Tortisambert